# Каякент (Гусарский район)
Каякент (азерб. Qayakənd, лезг. Къийихуьр — «къийи хуьр» буквально «прохладный аул») — село в Гусарском районе Азербайджанской Республики.

## История
Село Каякент основано обществом «КIележугъар» которые имели кровное родство с жителями села Куруш, впоследствии которые также обосновались в Каякенте.

## Сихилы
1. КIелужугъар
2. Къурушар

## Население
По итогам переписи населения 2009 года в селе насчитывалось 509 жителей. Однако на постоянной основе селе проживает 1/3 этого населения из-за проблемы постоянного оттока населения в крупные города главным образом в Баку и города России.
Национальный состав целиком представлен лезгинами, которые исповедуют ислам суннитского толка.